# 똑바로 살아라 (1997년 영화)
"똑바로 살아라"(영어: Do The Right Thing)는 대한민국의 코미디 범죄 영화이다.

## 줄거리
101가지 사기 수법을 동원해 실명화되어 있지 않은 고급 공무원들의 빌딩이나 검은돈을 앉아서 등쳐먹는 사기꾼 장사기와 그의 똘마니 마고봉은 공무원장의 빌딩을 노려 한탕을 계획한다. 그들의 뒤에는 사기행각을 돕는 컴퓨터 해커 김달세와 정보수집가 도준이 있다. 한편 장사기의 사기 행각에 여러 명의 고위층이 걸려들자 보다 못한 검찰은 미모의 여경사를 급파해 장사기를 검거하려 드는데... 평소 장사기에게 불만이 쌓여있던 마고봉은 검찰에게 장사기의 모든 비리를 고발하게 되고 수세에 몰린 장사기는 급기야 철창신세를 지고 마는데... 

## 출연

### 중심 인물
- 박중훈 : 마고봉
- 오지명 : 장사기
- 김갑수 : 김달세
- 명계남 : 도준

### 주조연 인물
- 이정희 : 여검사
- 정혜정 : 은희
- 노현정 : 마누라
- 권용운 : 검찰청 형사
- 박용식 : 돈 안 받고 나온 사람들 1
- 노영국 : 돈 안 받고 나온 사람들 2
- 신혜수 : 돈 안 받고 나온 사람들 3

### 단역 인물
- 길달호 : 푸줏간 주인
- 노사강 : 세금 삥한 사장
- 장인한 : 송정남
- 나기수 : 송정남 아들 송영민
- 차영옥 : 송정남 며느리
- 원성진 : 꽁지머리 원장
- 안진수 : 변호사
- 박용팔 : 용팔이형
- 손종호 : 매 맞는 놈
- 허종웅 : 어머니 용서를
- 서미호 : 레코드점 아가씨
- 권성애 : 피자 아줌마
- 김미덕 : 파출부
- 장정아 : 양로원 아줌마들
- 안순희 : 양로원 아줌마들
- 이철민 : 바꿔치기
- 임성준 : 도장
- 정성호 : 문서
- 안준모 : 젊은 제록스
- 송혜진 : 여비서
- 주상훈 : 철가방
- 현경석 : 검찰 간부
- 김용수 : 운짱
- 장희원 : 채찍녀
- 전진수 : 채찍남
- 홍석천 : 똘마니
- 박병호 : 똘마니
- 서원섭 : 똘마니
- 김철수 : 똘마니
- 도기석 : 똘마니
- 최우덕 : 똘마니
- 이광호 : 똘마니
- 장홍준 : 똘마니
- 김상엽 : 똘마니
- 김동철 : 국세청 직원들
- 라경덕 : 국세청 직원들 한석교
- 윤철희 : 국세청 직원들
- 이태호 : 국세청 직원들
- 선준영 : 국세청 직원들
- 김영식 : 국세청 직원들
- 이동준 : 국세청 직원들
- 박종민 : 국세청 직원들
- 송경의 : 국세청 직원들
- 전흥식 : 국세청 직원들
- 강성진 : 모텔 지배인
- 이선영 : 모텔 조바
- 이범선 : 호모들
- 윤명석 : 세탁소 주인
- 임현지 : 국세청 여직원
- 이난희 : 국세청 여직원
- 김숙현 : 동사무소 여직원
- 홍양희 : 은행 여직원
- 정선용 : 은행 여직원
- 조영심 : 은행 여직원
- 김건호 : 동사무소 무리들
- 김태구 : 동사무소 무리들
- 박만 : 동사무소 무리들
- 계혜경 : 여학생
- 구재경 : 여학생
- 이창학 : 밀주업자
- 장형윤 : 카페 아가씨
- 남경우 : 수사관
- 민경원 : 수사관
- 조원형 : 수사관
- 김지태 : 수사관
- 오복현 : 사업가
- 김정환 : 공사장 인부
- 오철원 : 학원생
- 박훈 : 학원생
- 안충신 : 학원생
- 표민우 : 학원생
- 신원상 : 학원생
- 이민연 : 학원생
- 김명훈 : 학원생
- 안창수 : 학원생
- 전상영 : 학원생
- 김태현 : 학원생
- 박진영 : 검찰청 검사

## 제작진
- 감독 : 이상우
- 연출부 : 이상우, 김정식, 김응민, 윤석만, 이남석, 안종호, 박종선, 신미정, 김도균, 김덕규
- 각본 : 계윤식
- 촬영 : 조동관
- 촬영부 : 김학수, 강희태, 김기주, 김용찬, 차명훈, 조영, 조선별, 최지영, 이정희
- 조명 : 김일준
- 조명부 : 박효훈, 김경선, 이윤원, 박윤호, 김송현, 김성년, 이동희, 이지언, 윤혜숙
- 스틸 : 서흥익
- 기획 : 이호성
- 제작부 : 이상석
- 제작 : 이우석
- 동시녹음 : 황성기, 정진욱, 김용곤, 정남영
- 녹음 : 이성근
- 음향효과 : 김정현
- 음악 : 송병준, 박지연
- 주제가 : 김태욱
- 미술 : 조융삼
- 분장 : 김영자
- 의상 : 정송화
- 미용 : 박문자
- 소품 : 차순하, 최승영, 남현정, 배홍균
- 편집 : 박곡지
- 색보정 : 김승호
- 사운드팀 : 오기삼, 김경선
- 광학녹음 : 임상현, 이성진, 서재영
- 필름정릴 : 남나영
- 캐스팅 : 윤영하, 김훈
- 기획반 : 현경석, 권정인
- 카메라운반 : 여경보, 김민수
- 특수장비 : 신영균
- 옵티컬 : 윤종두
- 자막촬영 : 주광동
- 자막C.G : 쿠알라
- 수송반 : 이경영, 송흥욱
- 전기공급반 : 정윤일
- 무술지도 : 설치국

## 상영정보
- 극장개봉 : 1997년 3월 15일
- 비디오출시 : 1997년 5월 30일 (SKC, 디지털미디어)